# Tillandsia lautneri
Tillandsia lautneri är en gräsväxtart som beskrevs av Renate Ehlers. Tillandsia lautneri ingår i släktet Tillandsia och familjen Bromeliaceae. Inga underarter finns listade i Catalogue of Life.